# پکا استرانگ
پکا استرانگ (فنلاندی: Pekka Strang؛ زادهٔ ۲۳ ژوئیهٔ ۱۹۷۷) بازیگر  و صداپیشه اهل فنلاند است.
از فیلم‌ها یا مجموعه‌های تلویزیونی که وی در آن‌ها نقش داشته‌است، می‌توان به مومین‌والی و اومرتا ۶/۱۲ اشاره نمود.